# Nuoto artistico ai Campionati europei di nuoto 2022 - Programma tecnico singolo femminile
La competizione di singolo programma tecnico di nuoto artistico ai Campionati europei di nuoto 2022 si è disputata il 12 agosto 2022 presso il Foro Italico di Roma, in Italia. Hanno partecipato alla competizione 20 sincronette.

## Risultati
La finale si è svolta alle ore 15:00.
| Class   | Sincronetta          | Nazione       | Punti   |
| ------- | -------------------- | ------------- | ------- |
| Oro     | Marta Fiedina        | Ucraina       | 92.6394 |
| Argento | Linda Cerruti        | Italia        | 90.8839 |
| Bronzo  | Vasiliki Alexandri   | Austria       | 90.0156 |
| 4       | Evangelia Platanioti | Grecia        | 89.9965 |
| 5       | Kate Shortman        | Regno Unito   | 85.0690 |
| 6       | Oriane Jaillardon    | Francia       | 84.6909 |
| 7       | Marlene Bojer        | Germania      | 81.9748 |
| 8       | Ilona Fahrni         | Svizzera      | 80.3979 |
| 9       | Jasmine Verbena      | San Marino    | 80.2443 |
| 10      | Karolína Klusková    | Rep. Ceca     | 76.4867 |
| 11      | Viktória Reichová    | Slovacchia    | 75.4606 |
| 12      | Aleksandra Atanasova | Bulgaria      | 74.9366 |
| 13      | Sude Dicle           | Turchia       | 72.2716 |
| 14      | Leila Olivia Marxer  | Liechtenstein | 70.0434 |
| 15      | Klara Šilobodec      | Croazia       | 69.8420 |
| 16      | Ana Culic            | Malta         | 69.1990 |
| 17      | Jelena Kontić        | Serbia        | 68.1781 |
| 18      | Clara Ternström      | Svezia        | 67.1984 |
| 19      | Nika Seljak          | Slovenia      | 66.8590 |
| 20      | Pinja Kekki          | Finlandia     | 66.1937 |